# Danie Saayman
Pas d'image ? Cliquez ici

a Compétitions nationales et continentales officielles uniquement.

Dernière mise à jour le 9 août 2020.
 Danie Saayman, de son nom complet Daniel Strydom Saayman, né le 28 novembre 1974 à Greytown (Afrique du Sud), est un joueur sud-africain de rugby à XV évoluant au poste de pilier.

## Carrière
Joueur massif (plus de 120 kg) et puissant (il soulève plus de 200 kg au développé couché), il longtemps joué pour l’Eastern Province, avec qui il affronte les Lions britanniques en 1994 et l’Écosse en 1999. Il rejoint ensuite les Pumas pour quatre saisons, mais sa carrière décolle alors qu’il a 28 ans, lorsqu’il est recruté par les Natal Sharks en 2003, pour qui il joue une quinzaine de matches de Currie Cup. Il dispute aussi huit matches de Super 14 pour les Sharks. Il s’engage avec le  Castres olympique en septembre 2006 à l’âge de 32 ans. Il y reste 4 ans. Puis en 2011, il s'engage avec la Section paloise.